# Rasa de Ventolra
La Rasa de Ventolra és un torrent que, en confluir per l'esquerra amb la Rasa de Pujols, dona origen a la Rasa de Sociats. Fa la major part del seu curs pel terme municipal de Navès i el tram final pel d'Olius.

## Municipis per on passa
Des del seu naixement, la Rasa de Ventolra passa successivament pels següents termes municipals.
|                                      | Longitud (en m.) | % del recorregut |
| ------------------------------------ | ---------------- | ---------------- |
| Per l'interior del municipi de Navès | 7.585            | 84,47%           |
| Per l'interior del municipi d'Olius  | 1.394            | 15,53%           |

## Xarxa hidrogràfica
La xarxa hidrogràfica de la Rasa de Ventolra està integrada per 25 cursos fluvials que sumen una longitud total de 19.151 m.
El vessant dret de la conca consta de 15 cursos fluvials (14 subsidiaris de 1r nivell) que sumen una longitud de 6.872 m. i entre els quals cal destacar la Rasa de Cabanelles mentre que el vessant esquerre inclou 9 cursos fluvials (tots de 1r nivell de subsidiarietat) que sumen una longitud de 3.300 m.

### Distribució per termes municipals

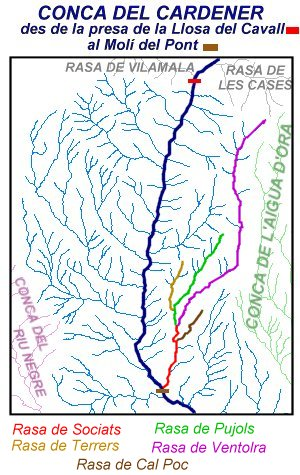
Mapa de la xarxa hidrogràfica del Cardener on està marcada la rasa de Ventolra

| Municipi | Longitud que hi transcorre |
| -------- | -------------------------- |
| Navès    | 17.727 m.                  |
| Olius    | 1.424 m.                   |